# Naperville
Naperville ist eine Stadt im US-amerikanischen Bundesstaat Illinois, deren Gebiet sich größtenteils in DuPage County, teilweise aber auch in Will County befindet. Sie stellt eine principal city der Metropolregion Chicago dar. Die Volkszählung des Jahres 2020 ergab eine Einwohnerzahl von 149.540. Naperville ist die viertgrößte Stadt in Illinois, nach Chicago, dem benachbarten Aurora und Rockford.

## Geografie
Naperville liegt auf der Prärieebene des mittleren Westen der USA. Der westliche Arm des DuPage River, eines Zuflusses des Des Plaines Rivers, fließt durch downtown Naperville. Obwohl etwa 50 km westlich von downtown Chicago gelegen, gehört Naperville zu den suburbs von Chicago.

## Einwohnerentwicklung
| Jahr | Einwohner¹ |
| ---- | ---------- |
| 1980 | 42.601     |
| 1990 | 85.351     |
| 2000 | 128.396    |
| 2010 | 142.101    |
| 2020 | 149.540    |

¹ 1980–2020: Volkszählungsergebnisse

## Geschichte
Naperville wurde im Juli 1831 von Joseph Naper gegründet. Die erste Siedlung wurde schlicht Naper's Settlement, also (Joseph) Napers Ansiedlung, genannt. Bereits ein Jahr später hatten über 100 Siedler Naper's Settlement erreicht. Diese Siedler wurden vorübergehend ins Fort Dearborn, der Keimzelle Chicagos, evakuiert zum Schutz vor einem möglicherweise bevorstehenden Angriff der Sauk. Ein eigenes Fort, Fort Payne, wurde bei Naper's Settlement errichtet, die Siedler kehrten zurück, der befürchtete Angriff der Sauk fand niemals statt. Eine Rekonstruktion von Fort Payne kann im Freilichtmuseum Naper Settlement besichtigt werden. Dieses Museum wurde in den 1970er Jahren von der Naperville Heritage Society eingerichtet, um einige der ältesten Gebäude der Gemeinde zu erhalten.
Von 1839 bis 1868 war Naper's Settlement der Verwaltungssitz von DuPage County. 1857 wurde Naper's Settlement amtlich als Village of Naperville eingetragen. Zu diesem Zeitpunkt hatte Naperville eine Bevölkerung von etwa 2000 Einwohnern. 1890 wurde Naperville zur Stadt erhoben und amtlich als City of Naperville eingetragen.
Seit seiner Gründung hauptsächlich ländlich geprägt, erlebte Naperville beginnend in den 1960er Jahren, verstärkt jedoch in den 1980er und 1990er Jahren eine Bevölkerungsexplosion. Gefördert wurde diese Entwicklung insbesondere durch den Bau der Interstate I-88, des so genannten East-West-Tollways, vor kurzem in Ronald Reagan Memorial Tollway umbenannt, und dem Bau der Interstate I-355, des so genannten North-South-Tollway. Im Zuge der verbesserten Verkehrsanbindung kamen verstärkt Industrieansiedlungen, Dienstleistungsbetriebe, Arbeitsplätze und Wohlstand in die westlichen Vororte Chicagos. In den vergangenen beiden Jahrzehnten hat sich die Einwohnerzahl Napervilles fast vervierfacht.

## Städtepartnerschaft
Mit dem Fall des Eisernen Vorhangs, 1989, begann eine Gruppe von Bürgern aus Naperville damit, Möglichkeiten für einer Städtepartnerschaft mit einer Stadt in einer der neuen Demokratien Osteuropas zu ergründen. Der Stadtrat von Naperville unterstützte die Idee. Am 17. November 1993 wurde die Städtepartnerschaft mit Nitra in der Slowakei formal in Kraft gesetzt. Zahlreiche kulturelle, soziale, politische und geschäftliche Projekte fördern die internationale Verständigung und Zusammenarbeit.

## Personen
- Joseph Naper (1798–1862), geboren in Vermont, war ein Schiffbauer, Politiker und Geschäftsmann. 1831 gründet er Naper Settlement, das spätere Naperville.
- Peter Stenger (1792–1874), gründete 1848 die Stenger Brewery in Naperville, die nach seinem Tod von seinen Söhnen John und Nicholas weiter geführt wurde. Adolph Coors, Gründer der Coors Brewing Company, einer der bekanntesten Biermarken in den USA, arbeitete von August 1869 bis Januar 1872 als Vorarbeiter in der Stenger Brewery.
- Robert Bruce Zoellick (* 1953), Politiker, von 2005 bis 2006 Vize-Außenminister (Deputy Secretary of State) und seit Juli 2007 Präsident der Weltbank, ist in Naperville aufgewachsen.
- Ashley Palmer (* 1978), Schauspielerin
- Yuval Sharon (* 1979), Opern- und Theaterregisseur
- Douglas Walker, auch bekannt als That Guy with the Glasses, Film-Kritiker
- P. J. Hyett (* 1983), Unternehmer und Autorennfahrer
- Hillary Scott (* 1983), Pornodarstellerin
- Evan Frank Lysacek (* 1985), Eiskunstläufer, Gewinner der US-amerikanischen Meisterschaften 2007, vierter bei den Olympischen Winterspielen 2006, ging in Naperville zur Schule.
- Brittany Bock (* 1987), Fußballspielerin
- Michele Weissenhofer (* 1987), Fußballspielerin
- Bryan Gaul (* 1989), Fußballspieler
- James O’Shaughnessy (* 1992), Footballspieler
- Kevin Cordes (* 1993), Schwimmer
- John Summit (* 1994), DJ und Musikproduzent
- Belmont Cameli (* 1998), Schauspieler und Model
- Chris Brady (* 2004), Fußballtorhüter

## Infrastruktur
Naperville liegt in der Metropolregion Chicagos und hat daher eine sehr gute Verkehrsanbindung. Es ist circa 30 Meilen vom O’Hare International Airport entfernt.
Die Autobahnen  Interstate 55, Interstate 88 und Interstate 355 liegen in unmittelbarer Nähe von Naperville.

## Sonstiges
- Die Naperville Public Library (Stadtbücherei von Naperville) belegt zum achten Mal in Folge den ersten Platz im US-weiten Vergleich der Öffentlichen Büchereien.[5]
- Das Fermi National Accelerator Laboratory, eines der weltgrößten Forschungszentren zur Grundlagenforschung auf dem Gebiet der Teilchenphysik, befindet sich im benachbarten 25.000-Einwohner-Städtchen Batavia.
- Die Unternehmen Nicor und Nalco haben ihre Firmensitze in Naperville.

## Bilder

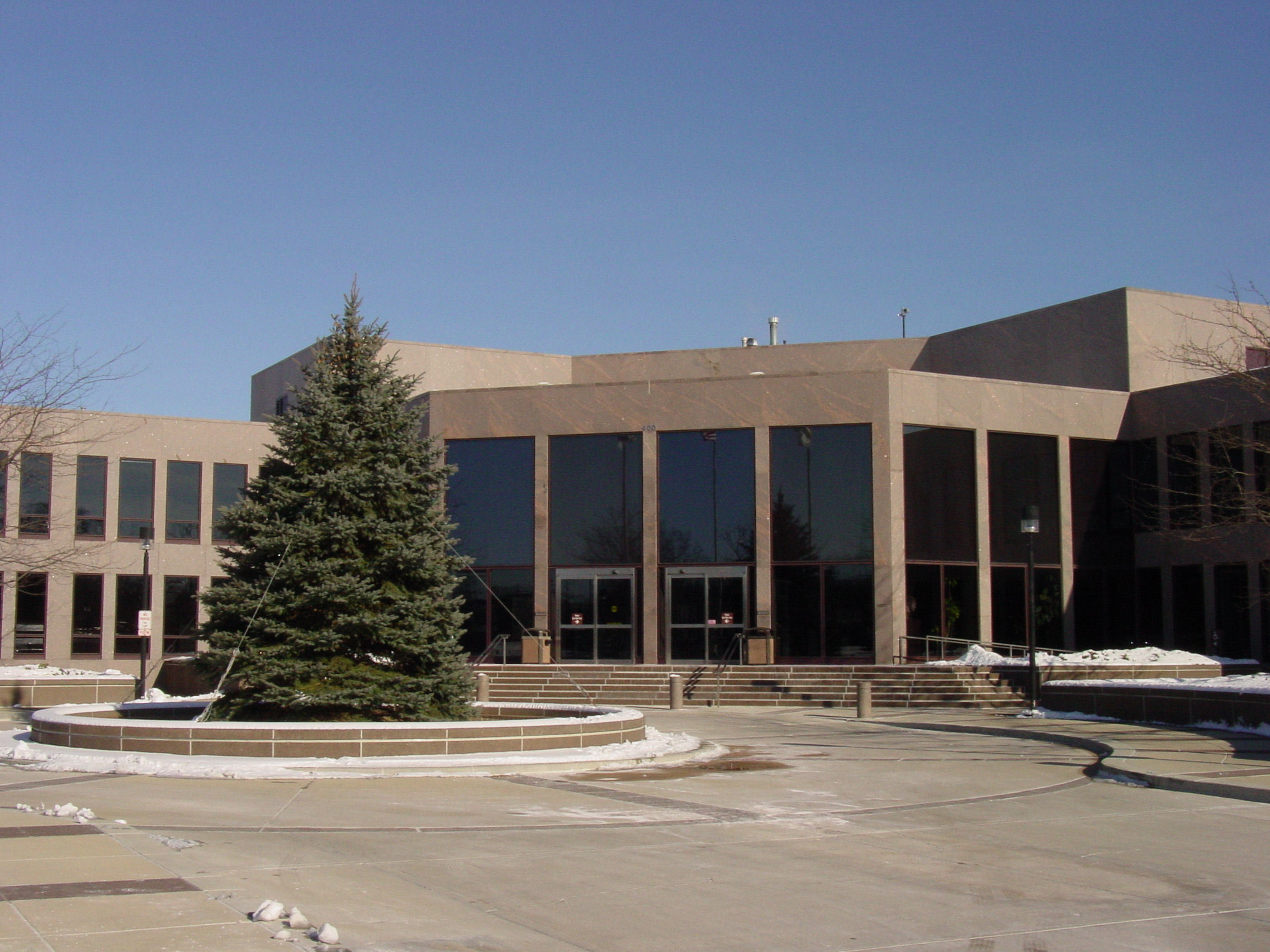
Haupteingang zur City Hall (Rathaus).
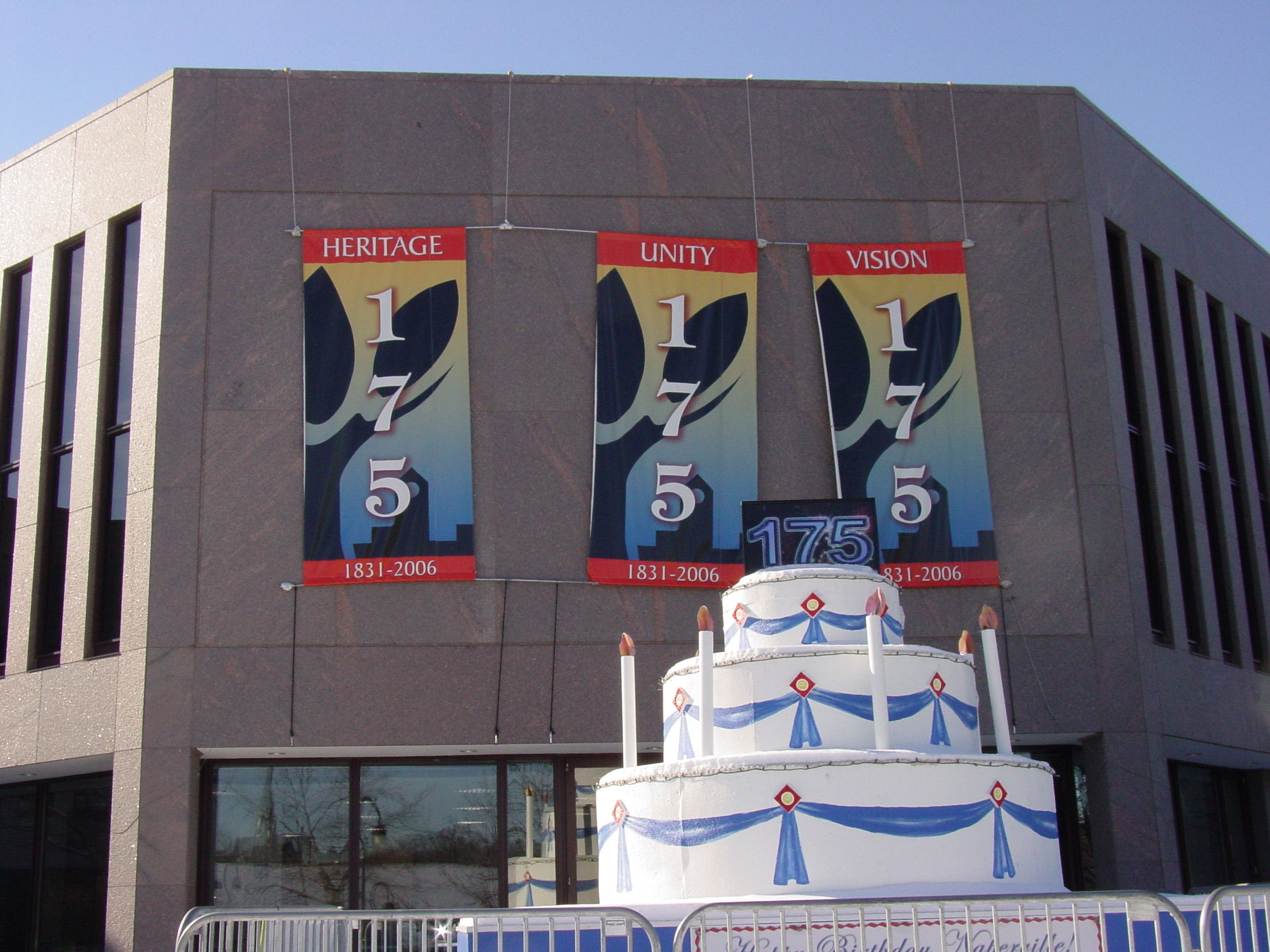
Geburtstagstorte zum 175. Jahrestag der Gründung von Naperville.
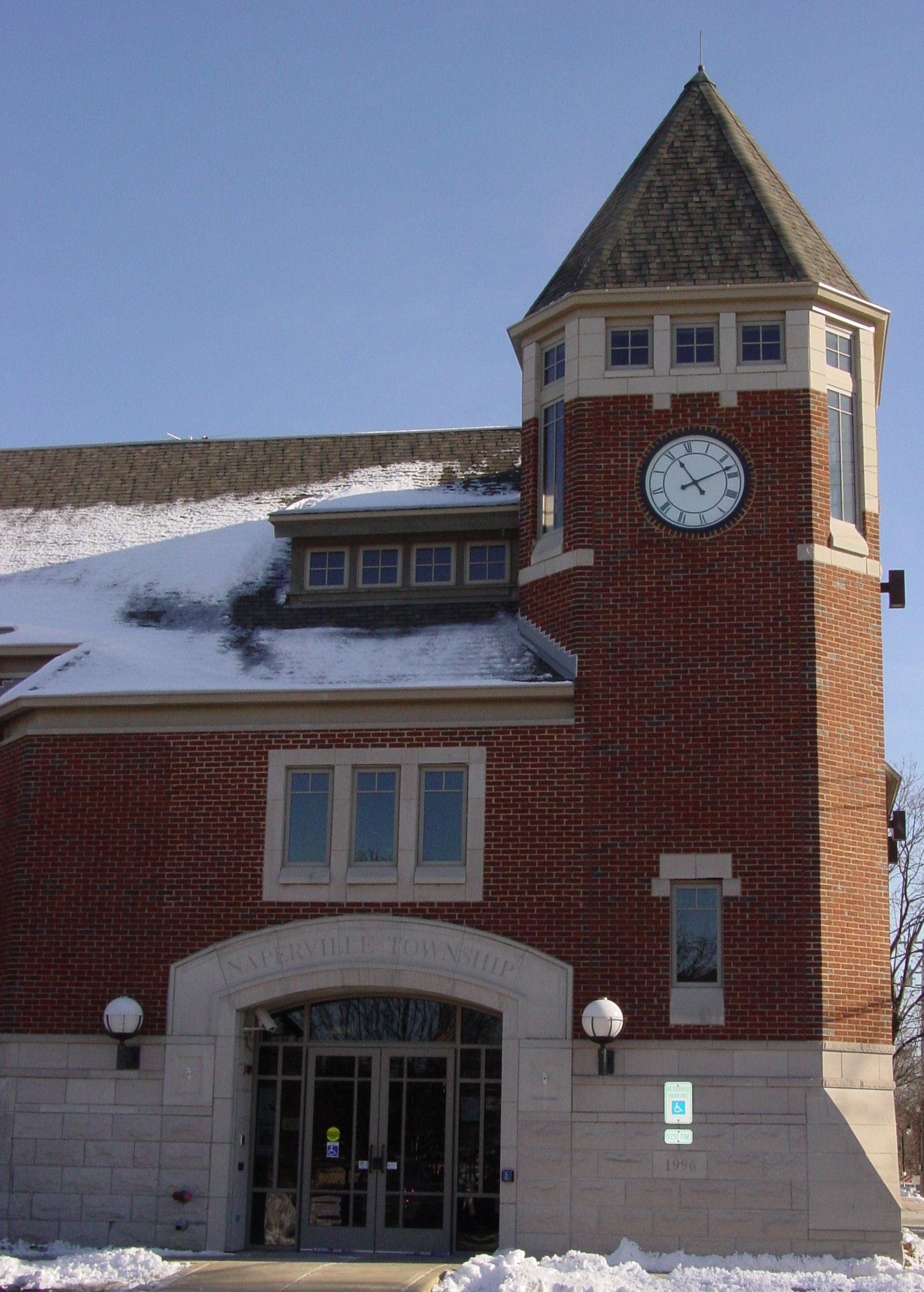
Außenansicht der Büros der Naperville Township-verwaltung.
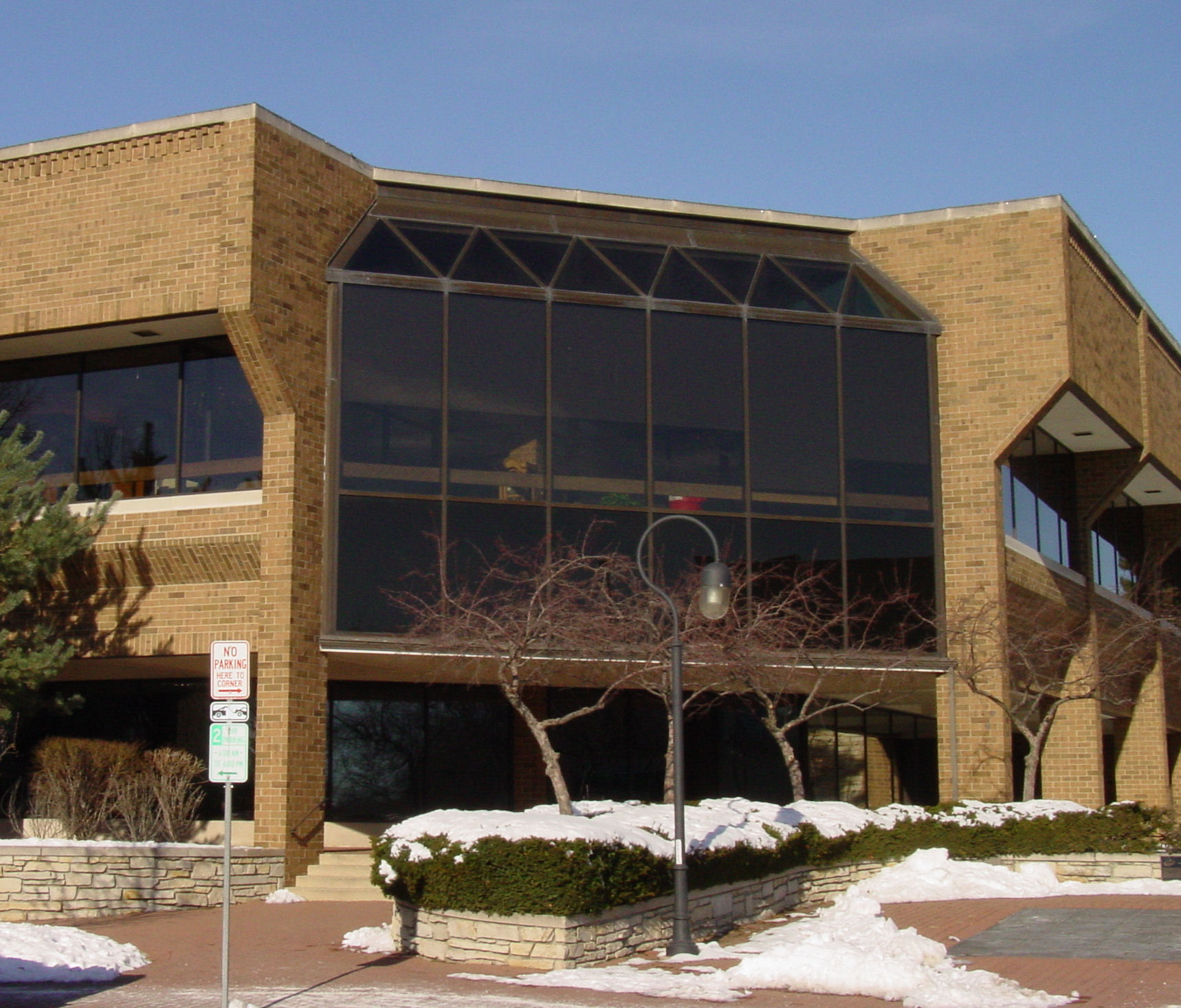
Südostecke der Stadtbücherei (Nichols Library).
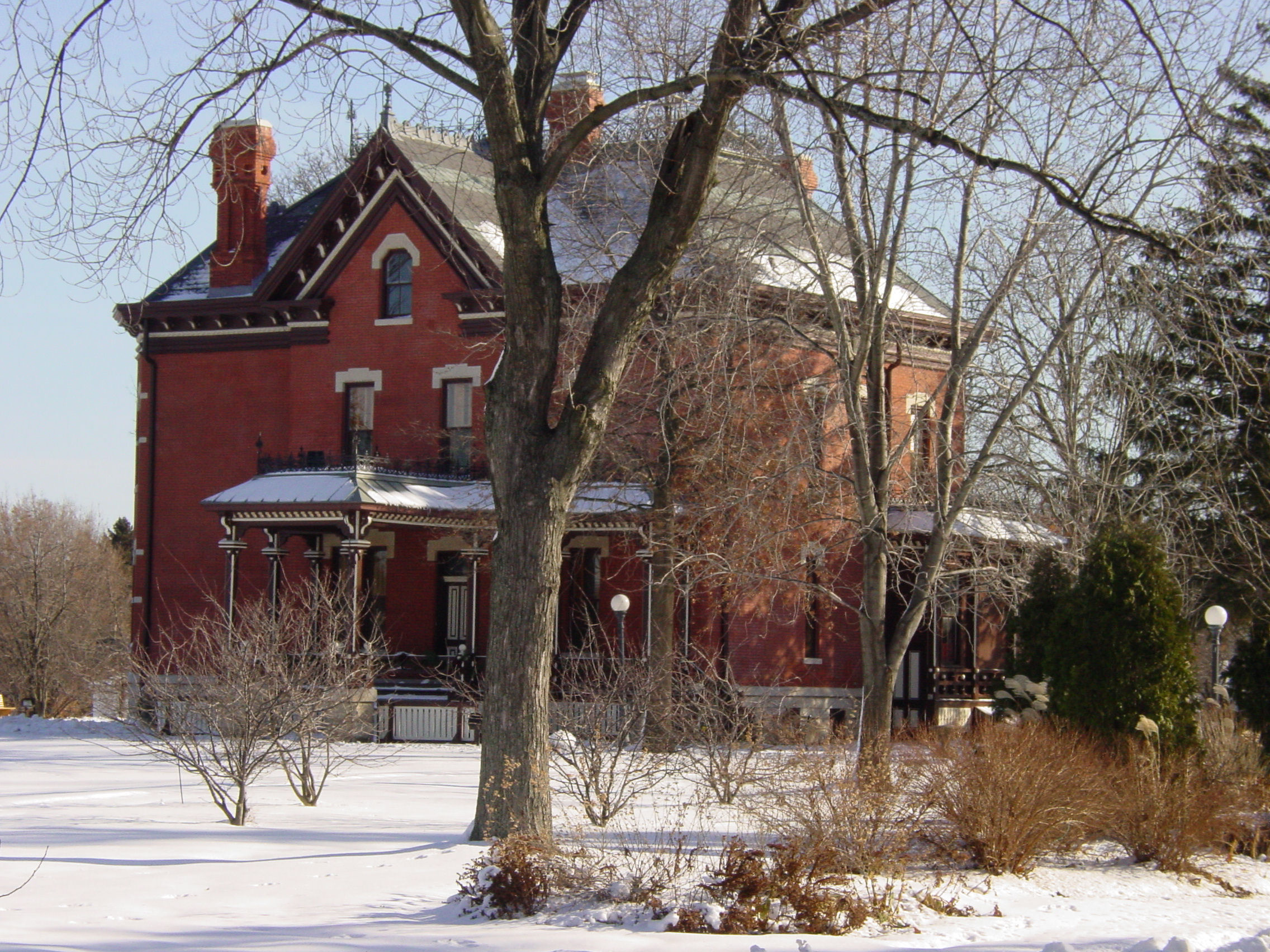
Das Martin-Mitchell-Anwesen im Freilichtmuseum Naper Settlement.
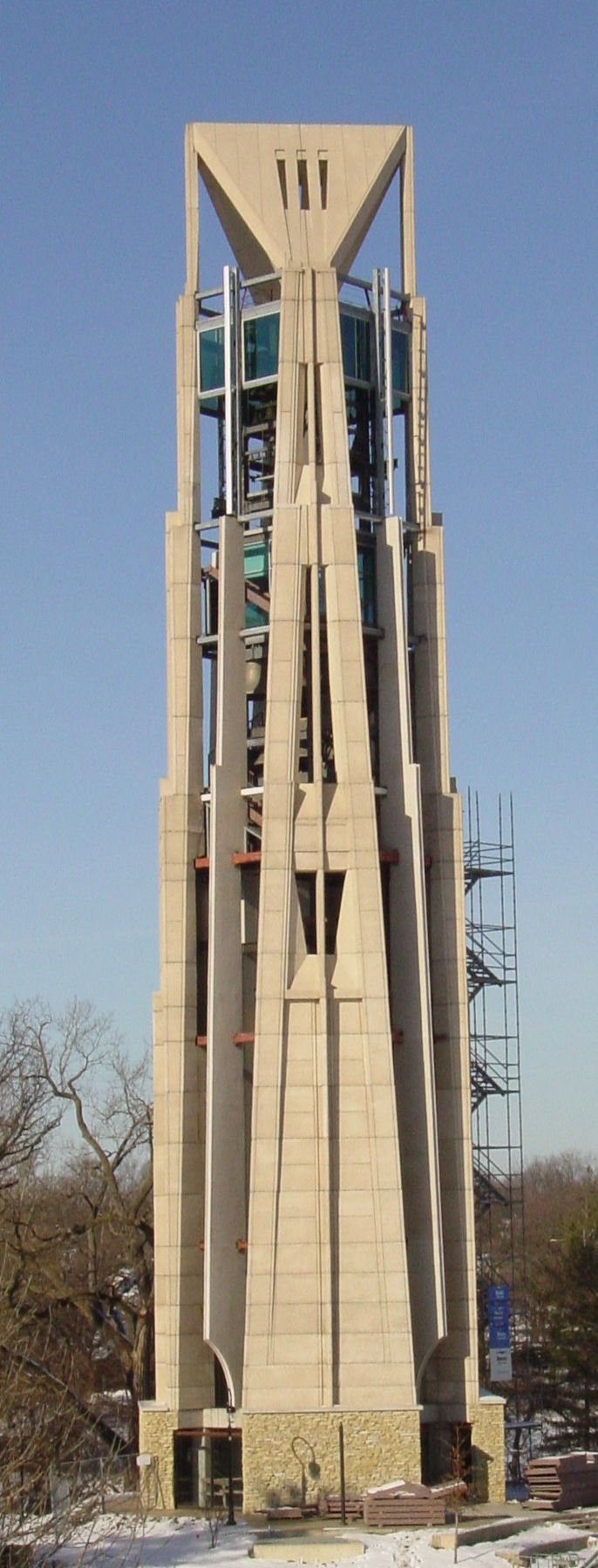
Moser Tower (Glockenturm) im Stadtpark.
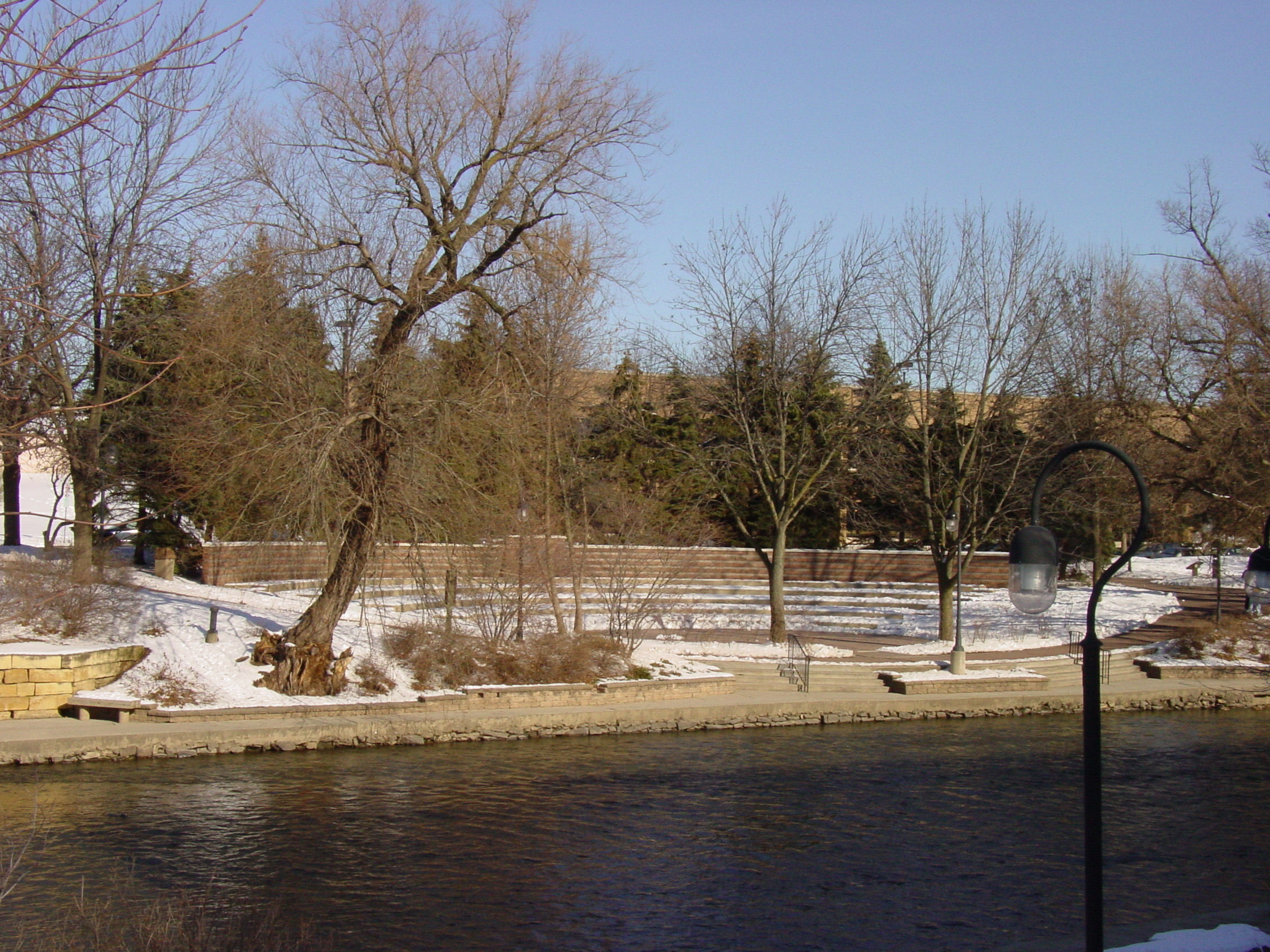
Naperville Riverwalk.
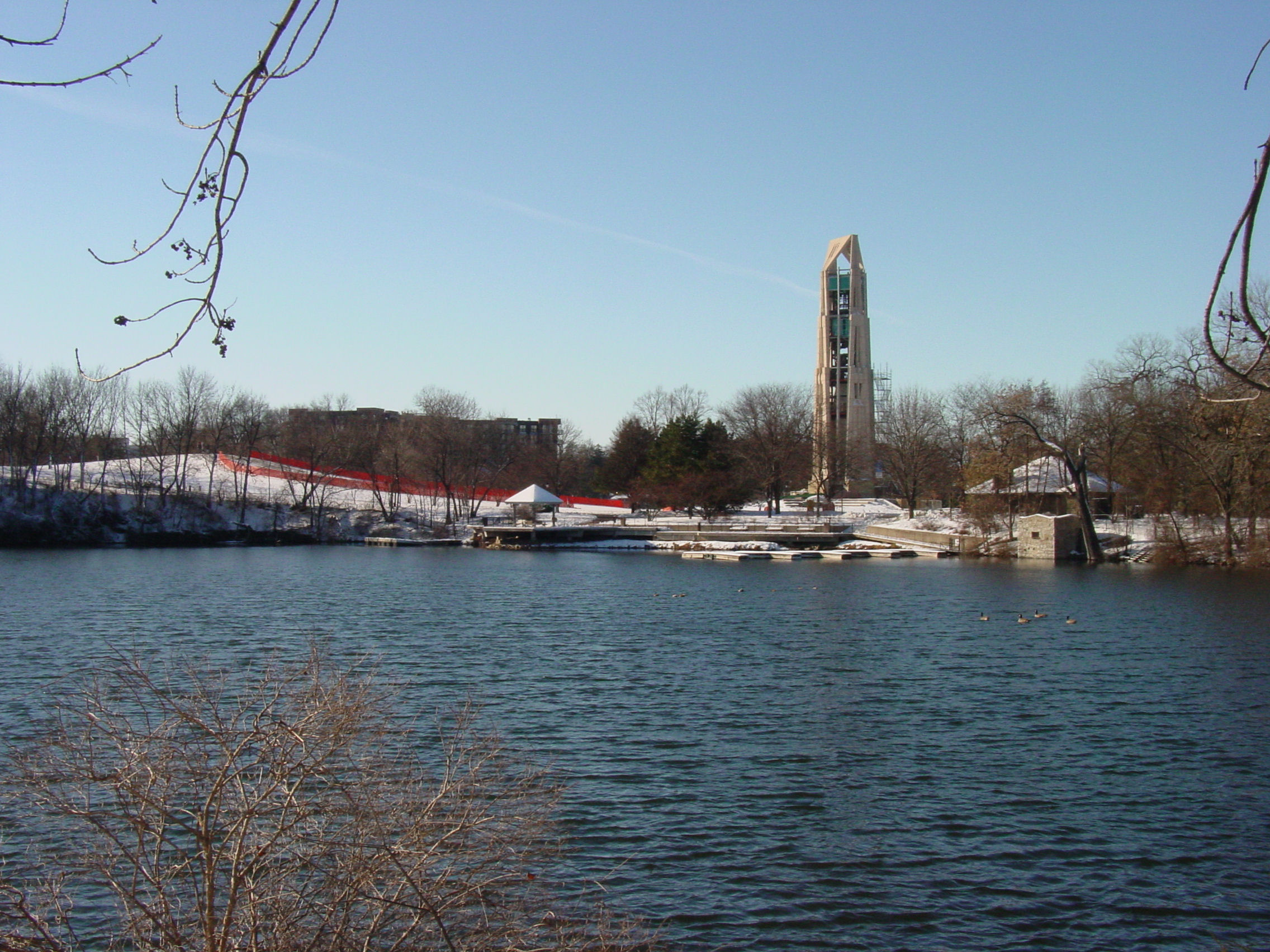
Naperville Riverwalk, Blick über den ehemaligen Steinbruch auf Glockenturm und Rotary Hill.